# Трубін Сергій Сергійович
Сергі́й Сергі́йович Тру́бін (нар. 20 березня 1987, м. Кропивницький, Кіровоградська область, Українська РСР — пом. 8 січня 2017, с. Верхньошироківське, Новоазовський район, Донецька область, Україна) — український військовослужбовець, морський піхотинець, старший матрос Військово-Морських Сил Збройних Сил України.

## Життєпис
Сергій Трубін народився 1987 року в місті Кропивницький (на той час — Кіровоград). З 1990 року разом з родиною мешкав у селищі міського типу Знам'янка Друга Знам'янської міської ради Кіровоградської області. Закінчив загальноосвітню школу № 7 міста Знам'янка. Продовжив навчання у Знам'янському професійному ліцеї № 3, де здобув фах зварювальника-муляра.
У зв'язку з російською збройною агресією проти України навесні 2015 року мобілізований як доброволець до лав Збройних Сил України. Після демобілізації у 2016 році підписав контракт і повернувся у свою частину.
Старший матрос, старший стрілець-санітар 1-ї роти 501-го окремого батальйону морської піхоти 36-ї окремої бригади морської піхоти ВМС ЗСУ, в/ч А1965, м. Бердянськ.
Брав участь в антитерористичній операції на Сході України. Виконував завдання на півдні Донецької області, на Приморському напрямку (ОТУ «Маріуполь»).

### Обставини загибелі
8 січня 2017 року старший матрос Сергій Трубін та двоє його побратимів молодші сержанти Сергій Сонько і Микола Охріменко загинули під час виконання бойового завдання в районі окупованого села Верхньошироківське (колишнє с. Октябр) Новоазовського району Донецької області.
8 січня зник зв'язок з трьома військовослужбовцями, які не повернулися у місце розташування підрозділу. З часом зі сторони противника було заявлено, що знайдені тіла загиблих у військовій формі. Передача тіл на місцевому блокпосту 10 січня не відбулася, — не приїхала протилежна сторона, пізніше в терористичній організації «ДНР» підтвердили, що 11 січня забрали тіла трьох загиблих, які підірвалися на міні за 3 км від с. Октябр. 13 січня 2017 року в місті Донецьк тіла були передані українській гуманітарній місії «Евакуація-200», після чого вони були направлені у Дніпро на упізнання. Експертизою встановлена причина смерті — мінно-вибухові травми.
За версією, яку озвучив журналіст Юрій Бутусов, морпіхи діяли самостійно, без узгодження з командуванням: «Судячи з усього, воїни вирішили зробити розвідку позицій противника, їм вдалося таємно вийти на передову, і підійти до лінії оборони. На жаль, сталася трагедія — воїни підірвалися на міні. Ніхто не знав, де їх шукати, і тому ніхто не міг прийти на допомогу… Їх тіла виявив противник 11 січня».
15 січня Сергія Трубіна поховали на кладовищі смт Знам'янка Друга.
Залишились батьки і сестра.

## Нагороди
Указом Президента України № 104/2017 від 10 квітня 2017 року «за особисту мужність, виявлену у захисті державного суверенітету та територіальної цілісності України, самовіддане виконання військового обов'язку» нагороджений орденом «За мужність» III ступеня (посмертно).

## Вшанування пам'яті
- 23 травня 2017 року у м. Знам'янка на фасаді будівлі Знам'янської ЗОШ І-ІІІ ст. № 7 було відкрито меморіальну дошку на честь випускника школи старшого стрільця-санітара морської піхоти Сергія Трубіна[12].
- Вшановується в меморіальному комплексі «Зала пам'яті», в щоденному ранковому церемоніалі 8 січня[13][14].

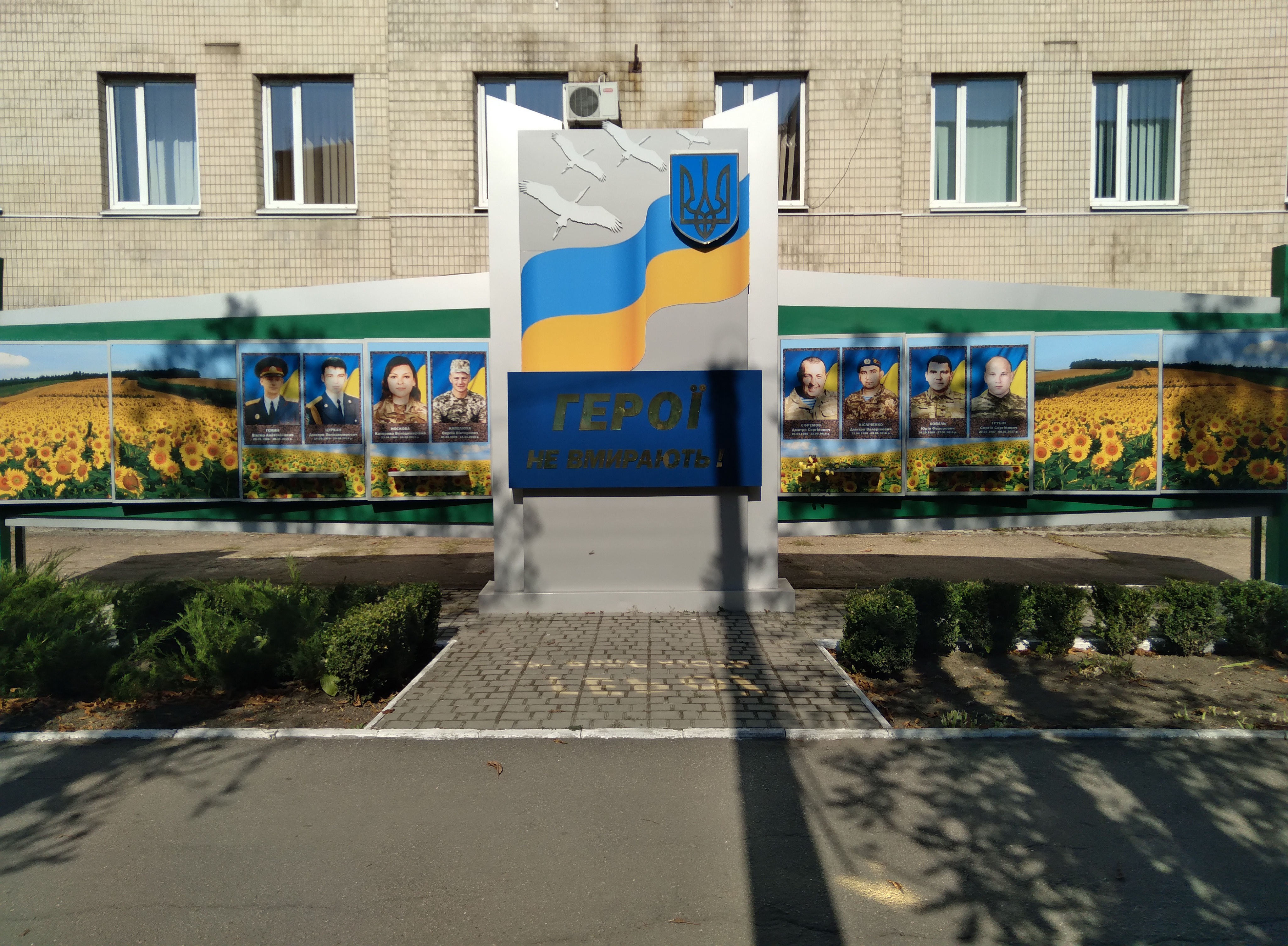
Пам'ятник Героям |АТО у Знам'янці (крайній праворуч)